# Mahistral (przystanek kolejowy)
Mahistral (ukr. Магістраль) – przystanek kolejowy w miejscowości Wełyka Słobidka, w rejonie kamienieckim, w obwodzie chmielnickim, na Ukrainie. Położony jest na linii Chmielnicki – Kamieniec Podolski – Kelmieńce, w pobliżu mostu kolejowego nad Dniestrem.